# Distrikt Ntoroko
Ntoroko ist ein Distrikt in Westuganda. Die Hauptstadt des Distrikts ist Ntoroko.

## Lage
Der Distrikt Ntoroko ist einer der beiden ugandischen Distrikte westlich des Rwenzori-Gebirges, der andere ist der Distrikt Bundibugyo. Der Distrikt Ntoroko grenzt im Westen und Norden an die Demokratische Republik Kongo, im Nordosten an den Distrikt Hoima, im Osten an den Distrikt Kibaale, im Süden an den Distrikt Kabarole und im Südwesten an den Distrikt Bundibugyo.

## Geschichte
Der Distrikt Ntoroko wurde vom ugandischen Parlament geschaffen und existiert seit dem 1. Juli 2010. Davor war der Distrikt Teil des Distrikts Bundibugyo.

## Demografie
Die Bevölkerungszahl wird für 2020 auf 76.000 geschätzt. Davon lebten im selben Jahr 35,5 Prozent in städtischen Regionen und 84,7 Prozent in ländlichen Regionen.
| Zensusjahr | Einwohnerzahl |
| ---------- | ------------- |
| 1991       | 24.255        |
| 2002       | 51.069        |
| 2014       | 67.005        |

## Wirtschaft
Die lokale Wirtschaft wird von der Landwirtschaft dominiert.